# Fording River
Der Fording River ist ein 75 km langer linker Nebenfluss des Elk River in der kanadischen Provinz British Columbia. Er ist Teil des Einzugsgebiets des Columbia River, da der Elk River ein Nebenfluss des Kootenay River ist, der wiederum ein Nebenfluss des Columbia River ist.

## Verlauf
Der Fording River fließt in den Rocky Mountains. Er hat sein Quellgebiet 4 km westlich des Fording River Pass nahe der nordamerikanischen Kontinentalscheide auf einer Höhe von 2070 m. Er fließt in überwiegend südlicher Richtung durch das Bergland. Bei den Flusskilometern 62,5 (⊙), 60,2 (⊙) und 58,3 (⊙) unterführt der Fluss Straßendämme der Tagebaugebiete Fording River und Greenhills. In den Tagebau-Bergwerken, die vom Konzern Teck Resources betrieben werden, wird Kokskohle für die Stahlerzeugung in Ostasien abgebaut. Der Fording River fließt weiter in südlicher Richtung und mündet schließlich 16 km nördlich von Sparwood linksseitig in den Elk River.

## Hydrometrie
Der Fording River entwässert ein Gebiet von etwa 621 km². Der mittlere Abfluss (MQ) 2 km oberhalb der Mündung beträgt 7,94 m³/s.
Im folgenden Schaubild werden die mittleren monatlichen Abflüsse des Fording River am Pegel 08NK018 für den Messzeitraum 1970–2021 in m³/s dargestellt.